# Herb obwodu tulskiego
Herb obwodu tulskiego – jeden z symboli tegoż obwodu w swej obecnie obowiązującej wersji został przyjęty 24 listopada 2005 r.; zastąpił on herb z 10 grudnia 2000 r., który różnił się otoczka tarczy herbowej.
Herb przedstawia czerwoną tarczę heraldyczną, a na niej 3 krzyżujące się klingi mieczy barwy srebrnej oraz dwa młotki barwy złotej. Tarczę wieńczy korona cesarska, a otacza wstęga orderu Lenina. Herb wzorowany jest na symbolu guberni tulskiej, który z kolei został opracowany na podstawie herbu stolicy regionu – miasta Tuły.
Herb obwodu tulskiego stał się podstawą opracowania flagi regionu.

## Galeria

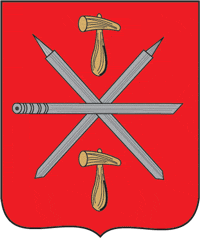
Herb Tuły – podstawa opracowania herbu regionu
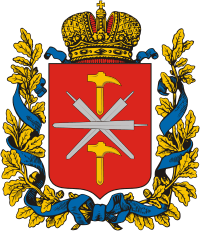
Herb guberni tulskiej
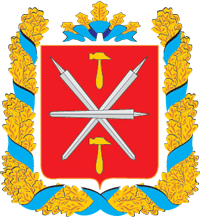
Herb obwodu tulskiego w wersji pierwotnej (2000 r.)